# ادگار لینتون
ادگار لینتون (انگلیسی: Edgar Linton) یک شخصیت داستانی در رمان بلندی‌های بادگیر اثر امیلی برونته در سال ۱۸۴۷ است.

## توضیحات
ادگار لینتون را کاملاً متضاد هیت‌کلیف می‌دانند. ادگار موهای روشن، پوست رنگ پریده و چشمان آبی دارد و زندگی آرامی را در تراش‌کراس گرانج، خانه صلح و حسن نیت تا زمان بازگشت هیت‌کلیف، دارد. گفته‌ می شود. که ادگار از نظر قانون اساسی ضعیف است، همانطور که در تمام خانواده لینتون وجود دارد. ادگار وقتی متوجه می‌شود که نمی‌تواند با آتش و اشتیاق همسر خودسر و همسر روح او، هیت‌کلیف، برابری کند، بسیار مضطرب می‌شود. ادگار کاترین را با وجود علاقه‌ای که به هیت‌کلیف دارد، بسیار دوست دارد و دخترشان کتی را که به نام همسرش نامگذاری شده است، می‌پرستد. وقتی خواهر ادگار، ایزابلا، با هیت‌کلیف ازدواج می کند، ادگار اصرار می کند که دیگر با او رابطه‌ای نخواهد داشت و آنها فقط به نام خواهر و برادر هستند. ویژگی‌های او در بلندی‌های بادگیر به شرح زیر است :

خانم دین شمع را بلند کرد، و من چهره‌ای با ویژگی‌های نرم دیدم که بسیار شبیه خانم جوان در واترینگ هایتز بود، اما از نظر بیانی متفکرتر و دوست‌داشتنی‌تر بود. یک تصویر شیرین را تشکیل داد. موهای روشن و بلند کمی روی شقیقه‌ها حلقه شده بود. چشمان بزرگ و جدی بودند. شکل تقریباً بیش از حد برازنده است.